# Elisabeth Brauß
Elisabeth Brauß (Hannover, 1995) is een Duits pianiste.
Brauß komt uit een muzikaal gezin. Ze is de dochter van pianist en conservatoriumdocent Martin Brauß. Ze begon met piano spelen toen ze vier jaar oud was en twee jaar later kreeg ze haar eerste pianolessen van dr. Jelena Levit. Op elfjarige leeftijd trad ze, in het kader van een symposium over "Wonderkinderen", op aan de Staatliche Hochschule für Musik und Darstellende Kunst Stuttgart. Van 2007 tot 2010 studeerde ze aan de Hochschule für Musik, Theater und Medien bij Jelena Levit, Matti Raekallio en Bernd Goetzke.
In 2013 won ze de eerste prijs en de publieksprijs bij de TONALi Grand Prix in Hamburg. In 2015 won ze het concours Ton und Erklärung in Frankfurt am Main en in 2016 de Kissinger KlavierOlymp in Bad Kissingen. Van 2018 tot 2020 werd ze door BBC Radio 3 geselecteerd als New Generation Artists. Van 2022 tot 2023 was ze artist in residence van de Edesche Concertzaal, waar ze concerten verzorgde met violiste Noa Wildschut en cellist Alexander Warenberg.